# 佐々木理江
佐々木 理江（ささき りえ、1982年8月24日 - ）は、日本の政治家。日本維新の会所属の参議院議員（1期）。日本維新の会総務会長代行。
大阪市会議員（3期）、大阪維新の会総務会長（第8代）などを歴任した。
元グラビアアイドルであり、当時は名前の表記を佐々木 梨絵（読み同じ）としていた。本名は中野 理江（なかの りえ、旧姓・佐々木）。
広島県高田郡高宮町（現在の安芸高田市）出身。グラビアアイドル時代の所属事務所はアヴィラ。

## 来歴
広島県高田郡高宮町で中学卒業まで育ち、建設会社を経営していた祖父の影響で島根県松江高専に進学し土木を専攻。編入した島根大学総合理工学部で建築を学んだ。
2006年2月頃までは主に秋葉原で歩行者天国時に活動をしていた。その後渋谷でアバンギャルドにスカウトされ、同年3月に芸能活動を開始。
2008年、「アイ・キューピット」イメージガールになる。
2009年5月17日、エイチ・エス証券株式会社のイメージガールになる。
2011年3月28日の『小倉優子のポッドキャストTokyo Local』の仕事を最後に、芸能活動が途絶える。
2012年7月、橋下徹率いる維新政治塾に入塾、国政を目指す。同年の第46回衆議院議員総選挙に、日本維新の会から東京21区の公認候補として立候補したが、元グラドルの注目度は生かされず、落選。比例東京ブロックでの復活もなかった。
芸能活動時代に所属していた事務所に対し、約5年間の仕事が無報酬だったとして約2000万円の損害賠償を求めて東京地方裁判所に訴訟を起こし、2013年3月8日に一部請求が認められた（労働判例1075号77頁）。
2013年4月24日、競艇選手の中野次郎と結婚。
2013年6月23日の東京都議会議員選挙に日野市から立候補したが落選。2014年8月に第1子を妊娠し、2014年12月に出産したことを公表した。
2015年4月12日に行われた大阪市会議員選挙に住之江区選挙区から立候補し当選。2019年の市会議員選挙で再選。2023年の市会議員選挙で3選した。
2024年11月、大阪維新の会総務会長に就任。12月、日本維新の会総務会長代行に就任。
2025年2月26日、日本維新の会が実施する、同年夏の第27回参議院議員通常選挙大阪府選挙区の候補者の予備選挙（男女1名ずつ選出）に立候補を届け出た。佐々木は1次選考ででは有効投票の298票中102票を得て女性候補者では現職参議院議員の梅村みずほに次ぐ2位で当選し、2次選考に進んだ。4月8日に行われた第2次選考の結果、佐々木は有効投票数5,986票中3,185票を獲得し、梅村を破って同選挙区の女性候補に決定した。
同年7月20日に執行された参議院議員選挙では、大阪府選挙区から出馬し初当選。7月31日、大阪維新の会総務会長を退任。

## エピソード
- 6人家族で、両親と弟が3人、一人は結婚している（ブログやネット放送番組で語ったことがある）。
- 特技はオセロ[16]。趣味は株取引[16]、F1観戦[16]、パソコン[16]、ゲームセンターの「機動戦士ガンダム 戦場の絆」をプレイすること。
- 好きな食べ物はイチゴ、チーズケーキ、レバー、もつ鍋[17]。子供の頃の好きな映画は天空の城ラピュタ[18]。
- 理系の知識を生かして気象予報士の資格取得にも挑戦している。
- 大学時代、父親から社会勉強にと500万円を渡され株取引を始めたものの、いきなり元手の半分を損失し、相当叱られたと雑誌のインタビューで語っている。
- 株取引は芸能界デビュー前から行っている。過去のブログでは、「（長年株取引を続けているものの、）損切りがうまくできない」旨のコメントをしたことがある。また、日刊ゲンダイに株取引に関するコラムを持っていた。
- 芸能界デビュー直前に秋葉原で活動している姿が、2006年3月11日放映の『ブロードキャスター』での秋葉原特集で（一瞬だが）ハッキリと映っていた。
- ジェットコースターのようなアトラクションは大の苦手であるが、「勝利の女神の法則〜Law's Venus of Victory〜」にて、号泣しながらもバンジージャンプをやり遂げた。
- 後にDVD「絶叫!!ネバーダイ〜ガールズ・シャウト30〜」ではそのジェットコースターに号泣しながら乗っている。共演者によると、撮影後は放心状態だったという。
- 2006年8月15日、旧ブログで「靖国参拝!!」のエントリーで当時の首相だった小泉純一郎の靖国参拝を批判するような意見を載せたところ、コメント欄に批判が殺到しいわゆるブログ炎上状態になった。佐々木自身はブログの内容をそのまま残そうとしたが、事務所の意向で削除され、同じく2ちゃんねるで立った、この件についてのスレ2本も同日削除された。
- 幼少の頃、祖父のお供で競艇をよく観に行っており、宮島特観席で宿題をしたこともあった。それ故に競艇の知識も中々のものである。一時期競艇選手になろうと考えたこともあったが、コンタクトをしていては選手になれないと知って断念する（規定で選手は両眼とも裸眼で0.8以上）。しかしレーシックはOKになると聞き、30歳になるまでに再挑戦するかもと語った[19]。
- 「シストレFXグランプリ」でバーチャルのFXトレードをしていたが、2008年8月末頃に個人でFX口座を開設した。
- 2008年9月16日から同年10月1日まで個人及びマネージャパンウェブのブログの更新が止まる[20]。10月2日から再開されるがこれに関しての言及は無し。ただ、唯一16日以降に書かれた日刊ゲンダイのコラムにて「リーマン・ショックで先週から元気が無い」と心情を語っている[21]。
- 2008年5月頃からアーケードゲームの「機動戦士ガンダム戦場の絆」に夢中になり、同年11月からはネット放送局でこれを題材にした番組「梨絵Ponのアイドルの絆」が始まる。この番組の生放送中にファンからのメールで頭部が円形脱毛症っぽく見えると指摘され、番組のカメラが頭部を大写しして確認すると確かに幾分薄くなっていた。2009年後半に入り多少ガンダムに食傷気味になったことを6月22日の同番組内で告白。仕事の都合で番組が火曜に移動になったのを機にガンダム色を排したリニューアルをする。
- 広島出身という事もあって広島東洋カープのファンであるが、2009年7月15日放送分の「プロ野球ニュース2009」で、連敗中で苦しんでいる広島に応援メッセージをと振られた所、頑張って下さいのみのコメントであった。また、同月22日の放送では2009年プロ野球オールスターに広島から出場する選手を大竹寛しか知らなかった。
- 同じ事務所の小倉優子とは仲が良く、一緒に買い物したり、互いの家を行き来する様子がよくブログで紹介される。『九州青春銀行』では、小倉から「日本一、打算的なニュータイプアイドル」とキャッチコピーをつけられた。
- 同じ事務所の折原みか、山口愛実とのユニットmomoとしてCDデビューするも、当人は歌の仕事を気に入っていなかった、若気の至りだと「梨絵Ponのアイドルの絆」2009年6月22日放送分で語り、番組中にマネージャーと口論になりかける一幕があった。
- 風呂嫌いで、翌日に仕事がないときは風呂に入らないことがある[22]。
- 2009年10月7日からしばらくの間仕事をキャンセルするが、10月16日に発売された日刊ゲンダイの連載コラムにて、それが新型インフルエンザによるものだったと語っている。
- 代官山にネイルサロンリエをオープン、中国にも店舗を計画中で、ネイル関係のネットショップも立ち上げた。ブログもアメブロで再開したがプロフィールから芸能関係の文言が消える。芸能界は2010年に「卒業した」とのこと[23]。

## 出演

### インターネット
- アバンギャルド道（2006年3月 - 、あっ!とおどろく放送局）
- 甲田英司の為せば成る（2006年4月 - 9月、あっ!とおどろく放送局）
- あっ!とモバイルpresentsモバチャン6〜甲田英司の為せば成る〜（2006年10月 - 12月、あっ!とおどろく放送局）
- Yahoo!JAPAN「話題人ランキング!!」（2007年3月23日、あっ!とおどろく放送局）
- あっ!とモバイルpresentsモバチャン6「〜AcQuA EP Seijiのうぶ毛のじかん〜」（2007年4月20日、あっ!とおどろく放送局）
- bictown presents ハッピーアワー「もっと!株でHAPPY!」（2007年7月2日 - 12月24日、あっ!とおどろく放送局）
- とことんアイドル!（2008年4月3日 - 6月26日、あっ!とおどろく放送局）
- 梨絵Ponのアイドルの絆（2008年11月3日 - 2009年6月29日、あっ!とおどろく放送局） - 月曜MC
- 鬼塚綾子のあ〜ん診療所（2009年3月24日、あっ!とおどろく放送局）
- 佐々木梨絵のワールド・ジャック!（2009年7月7日 - 2010年7月27日、あっ!とおどろく放送局） - 火曜MC
- 〔特別番組〕あっ!と生忘年会2009（2009年12月22日、あっ!とおどろく放送局）
- 小倉優子のポッドキャストTokyo Local（2010年6月7日 - 2011年3月28日、プロアクティブ） - 毎週月曜更新、レギュラー

### テレビ

#### テレビドラマ
- ダンドリ娘 第4話（フジテレビ）
- 占い師 天尽（2007年2月、CBC）
- 連続ドラマ夢をかなえるゾウ（2008年10月2日 - 12月25日、日本テレビ） - 中田久子（25歳） 役

#### バラエティ番組等
- サイトセブンTV（2006年3月 - 、スカイパーフェクTV!-777ch）
- 勝利の女神の法則〜Law's Venus of Victory〜（2006年、チバテレビ）
- 天使らんまん（2007年1月、MBS）
- グラビアの美少女 #388（2007年5月18日 - 不定期、MONDO21）
- ラジかるッ（2007年7月26日 - 不定期、日本テレビ）
- Car☆Hyper（2007年8月11日 - 9月22日、TTV）
- くちコミ☆ジョニー!（2007年10月1日 - 31日（月曜～木曜）・12月20日・2008年1月7日 - 3月20日、日本テレビ）
- 週刊プレイガール（2007年10月3日 - 2008年3月26日、テレビ朝日） - 準レギュラー
- データでVANVAN!（グリーンチャンネル）

2008年：明日のレース分析の1コーナーで1月11日から隔週金曜日に司会として登場。
2009年：年10回の特別番組として独立。
2010年1月：終了。
- 九州青春銀行（2008年4月 - 2009年3月25日、RKB）
- プロ野球ニュース（2009年5月25日 - 同年末までの試合のあった月曜、及び7月15日・7月22日、武裕美が復帰するまでの水曜代役出演、フジテレビONE）

### 映画
- TWILIGHT FILE IV「soeur 〜スール〜」（2007年11月3日公開）

### ラジオ
- バツラジ（2007年2月、TBSラジオ）
- ゴチャ・まぜっ!金スペ ミニコーナー（2008年10月10日 - 2009年1月9日、MBSラジオ）
- Radical League（2008年11月18日、FM FUJI）
- Sunday In The Parkl（2008年12月13日、FM FUJI）

### CM
- バイク王（2007年） - ※関西のみ放映
- サイトセブンTV（2007年）

### 執筆
- 国立大卒グラドル 佐々木梨絵のトレーダー宣言!!（2007年11月9日 - 2011年1月29日、日刊ゲンダイ） - 金曜コラム掲載
- 週刊アスキー連載「パソコンが好きだ!!」（2008年6月10号 - 同年終了、アスキー・メディアワークス）

## 作品

### DVD
- Spoil Girl 〜甘えっ娘〜（2006年10月20日、コンパスティービー）
- 聖少女（2007年1月26日、竹書房）
- 絶叫!!ネバーダイ 〜ガールズ・シャウト30〜（2007年9月21日、マジカル） - ほか29名のグラビアアイドルと共演
- りえPon（2008年2月20日、マジカル）
- idol FeatureS Avan5（2008年3月19日、マジカル） - 共演：浜田コウ、荒川愛、神田茉里奈、永島さや佳
- NEW KISS（2008年6月27日、スパイスビジュアル）
- SWINUTION（2008年9月22日、セルフラッシュ）
- グラドル千本ノック 〜巨乳軍vs美乳軍〜（2008年10月24日、マジカル） - 共演：相澤仁美、木口亜矢、浜田翔子、浦えりか、海川ひとみ、喜屋武ちあき、佐藤ゆりな、折原みか、野田彩加
- Little Flower（2008年12月15日、ラインコミュニケーションズ）
- Treble（2009年1月14日、マジカル） - 共演：浜田コウ、本橋優華
- Prime（2009年3月18日、マジカル）
- 知的な…（2009年6月25日、エアーコントロール）
- リアルオーディションOtome【アニメ声優】（2009年8月1日、ベンテンエンタテインメント） - 共演：神田茉里奈、白河理子、増田葵、赤荻明奈、金宮静香、有川知里、仙波恵理、鈴木涼子、ワダマキ、竹内裕美、伊藤芽衣、川畑麻衣、相原なな、浜崎慶美、坪木菜果、石原法子、遠藤友美、前田愛美、帆足裕子
- 梨園 〜Rien〜（2009年12月18日、イーネット・フロンティア）

### CD-R
- 佐々木梨絵（デジタル出版）
- 2006競泳水着図鑑（競演）（デジタル出版）
- 2006競泳水着図鑑・佐々木梨絵（デジタル出版）
- 佐々木梨絵2（2007年4月26日、デジタル出版）
- ホワイトビキニ 佐々木梨絵（2007年6月25日、有限会社アバンギャルド）
- 2007競泳水着図鑑（競演）（2007年11月30日、デジタル出版）
- 2007競泳水着図鑑・佐々木梨絵（2007年11月30日、デジタル出版）
- 佐々木梨絵3,4（2008年5月9日、デジタル出版）
- 佐々木梨絵5,6（2009年2月27日、デジタル出版）
- 佐々木梨絵7,8（2009年11月13日、デジタル出版）
- 佐々木梨絵9,10（2011年1月、デジタル出版）

### CD
- 友達のJUMON（2009年3月18日、Avilla Music） - ユニット・momoとしてリリース

### 書籍他
- 佐々木梨絵処女写真集〜聖少女〜（2007年1月26日、竹書房、撮影:西條彰仁） - ISBN 978-4812430132
- 佐々木梨絵 2009年度カレンダー（2008年10月21日、トライエックス）

### 雑誌
- マネージャパン内「まるごとマネー発見隊」レギュラー

| 当落 | 選挙                     | 執行日         | 年齢 | 選挙区         | 政党           | 得票数     | 得票率 | 定数 | 得票順位 /候補者数 | 政党内比例順位 /政党当選者数 |
| ---- | ------------------------ | -------------- | ---- | -------------- | -------------- | ---------- | ------ | ---- | ------------------ | ---------------------------- |
| 落   | 第46回衆議院議員総選挙   | 2012年12月16日 | 30   | 東京都第21区   | 旧日本維新の会 | 3万6734票  | 16.17% | 1    | 3/6                | 14/3                         |
| 落   | 2013年東京都議会議員選挙 | 2013年6月23日  | 30   | 日野市選挙区   | 旧日本維新の会 | 1万573票   | ーー   | 2    | 4/4                | /                            |
| 当   | 2015年大阪市議会議員選挙 | 2015年4月12日  | 32   | 住之江区選挙区 | 大阪維新の会   | 9314票     | ーー   | 4    | 3/6                | /                            |
| 当   | 2019年大阪市議会議員選挙 | 2019年4月7日   | 36   | 住之江区選挙区 | 大阪維新の会   | 1万5056票  | ーー   | 4    | 1/7                | /                            |
| 当   | 2023年大阪市議会議員選挙 | 2023年4月9日   | 40   | 住之江区選挙区 | 大阪維新の会   | 1万3488票  | ーー   | 4    | 1/7                | /                            |
| 当   | 第27回参議院議員通常選挙 | 2025年07月20日 | 42   | 大阪府選挙区   | 日本維新の会   | 65万3666票 | 15.52% | 4    | 1/19               | /                            |